# 太平サブロー・シロー
太平サブロー・シロー （たいへいサブロー・シロー）は、太平サブローと太平シローによるお笑いコンビ。タイヘイ一門、レツゴー三匹門下。愛称は「サブシロ」。

## 来歴
2人とも松竹芸能の養成所出身、漫才トリオ・レツゴー三匹に師事し、1976年に「太平サブロー・シロー」のコンビ名で松竹芸能所属の漫才コンビとして新世界新花月からデビュー。幸助・福助（それいけ!2匹 → 和光亭幸助・福助 → コウスケ・フクスケ → 幸助・福助）は弟弟子に当る。
その後、毎日放送の「ヤングおー!おー!」に出演したいがために吉本興業への移籍を希望する。しかし、吉本と松竹の間には協定があり芸人の引き抜きは禁止されていたため、どうしようと悩んでいたところに、師匠のレツゴー三匹から破門された。レツゴー三匹は実は2人の気持ちを知っており、彼らコンビがスムーズに吉本に行けるようにわざとキレた振りをして暴れて騒動を起こし、駆けつけた松竹芸能の幹部の目の前で破門を言い渡す芝居をした。その際、レツゴー正児が自分たちのことを蹴りながらもウインクをしていることに気づき、このとき「師匠が自分たちのために芝居を打って出ているのだ」とシローは悟った。このため、レツゴー三匹が全員死去するまで師匠・弟子としての関係は続いた。
1980年代の漫才ブームの波に乗り、人気漫才コンビとしての地位を確立した。この頃、当時は無名だったダウンタウンの才能を見抜き、ラジオ番組のレギュラーを与える（後述）。テンポの速い漫才で、大きな演芸のタイトルを数多く受賞し、島田紳助は「このままでは、サブロー・シローやダウンタウンには勝てない」と評し、紳助・竜介の解散の一因ともなった。
1988年に吉本から独立して東京に芸能事務所を設立するが、1992年、お互いの仕事観等の意見対立から喧嘩別れする形でコンビを解消した。その後、サブローのみ1993年に吉本に復帰し、のちにシローも吉本復帰を果たすが、確執からコンビが組めず、2012年2月9日にシローが永眠し、サブロー・シローの再結成は不可能となった。

## 年表
コンビ結成～コンビ解消（松竹芸能時代）
- 共に松竹芸能のタレント養成所に入所、漫才トリオ・レツゴー三匹に師事。
- 1976年、松竹芸能より新世界・新花月にて初舞台・デビュー。
- 1977年12月、厳しいシローのツッコミに耐え切れずコンビ解消。

新コンビ時代
- 1978年5月、シローは解消直後の「浮世亭ジョージ・ケンジ」の浮世亭ジョージと新コンビ「浮世亭ジョージ・太平シロー」（ジョージ・シロー）を結成、結成直後から近石真介司会の「買物ゲーム用意ド〜ン!」（フジテレビ）、春やすこ・けいこ司会の「ヒット'78→ヒット'79」（NTV）に、副司会としてレギュラー出演するなど注目を浴びた。
- 1979年1月、サブローは「鳳キング・ポーカー」の鳳ポーカーと新コンビ「さぶろう・ポーカー」（チンカラホイ）を結成するが、短期間でコンビ解消し失踪、ラーメン屋を経営。

再結成～コンビ解消（二度目）
- 1980年1月、シローがサブローの経営するラーメン屋を訪れ、コンビを再結成して吉本興業に移籍。「THE MANZAI」（フジテレビ）に出演して一躍人気を得る。
- 1988年4月、吉本興業から独立したが、吉本の圧力がかかり仕事を干されるようになる。
- 1992年、コンビ解消。
- 2012年2月9日、シロー死去（享年55）。

## 芸風
- 共にものまねを得意とし、それにちなんだネタを行ったりしていた。特にサブローの横山やすし、シローの西川きよしのものまねは2人を代表するネタのひとつで、「ものまね漫才」の新たなジャンルを開拓した。
- どちらがボケ・ツッコミというポジションの決まりは特になく、ネタの中でサブローがボケ・シローがツッコミの時もあれば、その逆のシローがボケ・サブローがツッコミの時もある。

## ダウンタウンとのエピソード
ダウンタウンの2人が下積み時代に世話になった先輩芸人は少ないが、唯一サブロー・シローの2人には可愛がられていた。サブロー・シローがラジオ番組「おっと!モモンガ」（ラジオ大阪）のリニューアルに伴い番組を降板する事になり、番組側が新たな出演者を探している時、番組関係者にサブロー・シローは「次はダウンタウンにやらしたってくれ」「こいつら面白いからやらしてやってくれ」と彼らを薦め、ラジオ大阪も冒険だった（松本人志談）が、無名にもかかわらず番組の新レギュラーとしてダウンタウンが出演する事になる。これがダウンタウンにとって初のレギュラー番組となった。後年、松本は「ものすごくいい勉強になった、『ガキの使い』のフリートークの原形みたいなものだった」と振り返っている 。現在ではダウンタウンとサブロー・シローとの共演はないが、今もって若手の頃に良くしてもらったことを感謝している。「ごぶごぶ」（36回）では浜田雅功がサブローと偶然出会い、握手を交わしている。「快傑えみちゃんねる」ではサブローが松本から笑い飯を紹介されたことなどを話している。「さんまのまんま」では松本・サブロー・オール巨人・島田紳助で会合が合ったことを明かしている 。

## ものまねのレパートリー
- やすし・きよし - サブローが横山やすし、シローが西川きよし
- オール阪神・巨人 - サブローが巨人、シローが阪神
- B&B - サブローが島田洋八、シローが島田洋七
- のりお・よしお - サブローが上方よしお、シローが西川のりお
- いとし・こいし - サブローが夢路いとし、シローが喜味こいし
- 人生幸朗・生恵幸子 - サブローが人生幸朗、シローが生恵幸子
- 今いくよ・くるよ - サブローが今いくよ、シローが今くるよ
- レツゴー三匹 - サブローが長作、シローがじゅん（正児はラサール石井）

## 受賞歴
- 1981年 第11回NHK上方漫才コンテスト 最優秀賞
- 1981年 第16回上方漫才大賞 新人奨励賞
- 1981年 第10回上方お笑い大賞 銀賞
- 1982年 第17回上方漫才大賞 新人賞
- 1982年 第10回日本放送演芸大賞 ホープ賞
- 1983年 第11回日本放送演芸大賞 最優秀ホープ賞
- 1984年 第4回花王名人大賞 新人賞
- 1985年 第20回上方漫才大賞 奨励賞
- 1985年 第5回花王名人大賞 名人賞
- 1986年 第21回上方漫才大賞 大賞
- 1986年 第14回日本放送演芸大賞 優秀賞
- 1986年 第15回日本放送演芸大賞 奨励賞
- 1986年 第6回花王名人大賞 最優秀名人賞
- 1986年 第4回咲くやこの花賞 大衆演芸部門
- 1987年 第7回花王名人大賞 名人賞
- 1988年 第8回花王名人大賞 名人賞

## 過去の出演

### テレビ
- シャボン玉プレゼント（朝日放送） - やすし・きよしの夏休みによる代役司会
- ヤングおー!おー!（毎日放送）
- 上方漫才まつり（毎日放送）
- 全国ジュニア歌謡選抜→サブロー・シローの歌え!ヤング大放送（毎日放送）
- 花王名人劇場（関西テレビ）
- 今夜はねむれナイト（関西テレビ）
- お笑いネットワーク（読売テレビ）
- ラブラブダッシュ!（CBCテレビ） - （1982年10月 - 1985年9月）
- 愛・ラブ・ターゲット（CBCテレビ）
- THE MANZAI（フジテレビ）
- 笑ってる場合ですよ!（フジテレビ）
- クイズ漫才グランプリ（フジテレビ）
- オレたちひょうきん族（フジテレビ）
- ものまね王座決定戦（フジテレビ）
- ライオンのいただきます（フジテレビ）- ｢ライオンのいただきますII｣に改題されてから不定期出演

### ラジオ
- サブロー・シローのABCサンデーベスト10（ABCラジオ）
- MBSヤングタウン（MBSラジオ）
- ミュージックビーコン （MBSラジオ）
- おっと!モモンガ（ラジオ大阪）
- サブロー・シローの土曜は特ダネーター （ニッポン放送）

### CM
- 小林製薬 ブルーレット（冒頭のテロップには「サブロウ・シロウ」と表記されていた。1983年）
- イカリソース（1989年）
- サンポール
- なっとういち（旭松食品、現在はミツカンから発売）

## レコード・CD
- 稲妻ベイビー キャニオンレコード
- 愛は続く テイチク

## 弟子
- かつみ♥さゆり
- 岡田和幸（チャンバラJr.）